# Kollektive Demokratie
Kollektive Demokratie ist ein von dem Rechtswissenschaftler Ernst Fraenkel in den 1920er Jahren entwickeltes Demokratiekonzept, nach dem durch die Beteiligung von Verbänden die Entfremdung der Einzelnen kompensiert werden sollte.

## Ernst Fraenkel
Entgegen der in der deutschen Rechtsphilosophie entwickelten Tradition seit Hegel, die Recht und Gesetz gleichsetzt, ging es Fraenkel um eine Trennung von der Sphäre des Politischen und des Gesetzes. Kollektive Demokratie beansprucht nach Fraenkel, „daß bei der Bildung des Staatswillens nicht mehr die einzelnen, nicht mehr nur das Individuum, sondern auch die Verbände als solche beteiligt sind“. Sie bildet damit keinen rechtlosen Raum und steht nicht außerhalb des Staates, sondern der Rechtsstaat und die Verfassung bilden lediglich das „Dach“ (so Michael Wildt), unter dem sich die Kollektive Demokratie bildet. Ziel der Überlegungen Fraenkels zu der kollektiven Demokratie waren – wie seine späteren Theorien über den Pluralismus – „die Ergänzung der vornehmlich staatlich vermittelten Demokratie durch eine gesellschaftliche Demokratie.“

## Rechtsphilosophische Standpunkte
Rechtsphilosophisch stehen die Vorstellungen Fraenkels im Gegensatz zu den bekannteren Standpunkten Carl Schmitts und Franz Neumanns. Der Sozialwissenschaftler Michael Wildt, der Fraenkels Thesen zur kollektiven Demokratie auch für grundlegend bei Fraenkels Analyse der nationalsozialistischen Staatsform erachtet, formuliert diesen Gegensatz so: 
„Mit diesen Überlegungen war Fraenkel gefeit gegen die Thesen Carl Schmitts von der Identität der Regierten mit den Regierenden oder der notwendigen Homogenität des Volkes. Fraenkel hielt nicht nur an der Tatsache sozialer Ungleichheit fest, sondern auch an der Realität gesellschaftlicher Spaltung sowie am Streit als wesentliches Element der Bildung von Kompromissen. Anders als Franz Neumann, der in der Schlussphase der Weimarer Republik Carl Schmitt gewissermaßen von links las, die Freund-Feind-Kennung auf den Gegensatz von Kapital und Arbeit übertrug und die parlamentarische Demokratie für unfähig erklärte, diesen Gegensatz zu lösen, bewahrte das Pluralismuskonzept Fraenkel vor ähnlichen Näherungen an die autoritäre Erfassungstheorie Schmitts, den Fraenkel nach dem Krieg als den 'einfallreichsten und gefährlichsten, weil labilsten deutschen Sozialwissenschaftler unserer Zeit' bezeichnet hat, der keine Rechtswissenschaft, sondern immer nur 'Situationswissenschaft' betrieben habe.“